# Alan Thicke
Alan Willis Thicke (tên khai sinh: Alan Willis Jeffrey; 1 tháng 3 năm 1947 – 13 tháng 12 năm 2016) là một diễn viên, người viết bài hát và chủ trì truyền hình người Canada. Ông nổi tiếng bằng vai Jason Seaver trong loạt phim truyền hình dài 7 mùa của đài ABC mang tên Growing Pains. Ông là cha của ca sĩ Robin Thicke. Năm 2013, Thicke được bổ nhiệm vào Đại lộ Danh vọng Canada.

## Thời thơ ấu
Alan Willis Jeffrey sinh ngày 1 tháng 3 năm 1947 tại Kirkland Lake, Ontario, con trai của Shirley "Joan" Isobel Marie (nhũ danh Greer), một y tá và William Jeffrey, một nhà bán chứng khoán. Họ ly hôn năm 1953. Mẹ ông tái hôn với Brian Thicke, một nhà vật lý học và chuyển tới sống ở Hồ Elliot. Ông tốt nghiệp trường Trung học Elliot Lake năm 1965. Ông theo học tại Đại học Đông Ontario.

## Sự nghiệp
Thicke chủ trì một trò chơi truyền hình tại Canada trên đài CFCF-TV mang tên First Impressions vào cuối những năm 1970 và trò chơi truyền hình Animal Crack-Ups vào mỗi sáng thứ Bảy những năm cuối thập niên 1980. Năm 1997, ông chủ trì trò chơi Pictionary.

## Đời tư
Thicke kết hôn 3 lần trong đời: lần đầu tiên với nữ diễn viên Gloria Loring trong Days of Our Lives, kéo dài từ năm 1970 tới khoảng năm 1984; họ có hai người con trai, Brennan và Robin. Ông hẹn hò với nữ diễn viên Kristy Swanson khi bà mới 17 tuổi vào năm 1986, rồi đính hôn với bà hai năm sau đó, khi ông đã 42 tuổi. Ông cưới người vợ thứ hai, Hoa hậu Thế giới 1990 Gina Tolleson vào ngày 13 tháng 8 năm 1994; họ có một người con trai tên là Carter William Thicke trước khi hoàn tất ly hôn ngày 29 tháng 9 năm 1999. Năm 1999, ông gặp gỡ người mẫu Tanya Callau tại Miami. Họ kết hôn từ năm 2005 cho đến khi ông qua đời.

## Qua đời
Ngày 13 tháng 12 năm 2016, Thicke bất tỉnh khi chơi khúc côn cầu với con trai Carter tại Pickwick Gardens, Burbank, California. Quản lý sân trượt nói rằng ông còn tỉnh táo và đùa cợt với con trai mình. Thicke qua đời vì đứt động mạch chủ tại Trung tâm Y tế Providence Saint Joseph, Burbank ở tuổi 69. Ngày 19 tháng 12 năm 2016, dàn diễn viên của Growing Pains hội tụ tại đám tang của Thicke, Bob Saget là người đọc điếu văn. Ông được an táng ở Nghĩa trang Santa Barbara, California.

## Sự nghiệp diễn xuất

### Điện ảnh
| Năm         | Tựa đề                                    | Vai                                  |
| ----------- | ----------------------------------------- | ------------------------------------ |
| 1971        | The Point!                                | Narrator/Father (lồng tiếng)         |
| 1983        | Copper Mountain                           | Jackson Reach                        |
| 1984        | Calendar Girl Murders                     | Alan Conti                           |
| 1987        | Not Quite Human                           | Dr. Jonas Carson                     |
| 1991        | And You Thought Your Parents Were Weird   | Matthew Carson / Newman (lồng tiếng) |
| 1993        | Betrayal of the Dove                      | Jack West                            |
| Stepmonster | George Dougherty                          |                                      |
| 1995        | Open Season                               | Xanex                                |
| 1996        | Demolition High                           | Slater                               |
| 1998        | Anarchy TV                                | Reverend Wright                      |
| 2000        | Bear with Me                              |                                      |
| 2001        | Xin shi zi jie tou                        | Steve                                |
| 2003        | Hollywood North                           | Peter Casey                          |
| Carolina    | Chuck McBride – Perfect Date Host         |                                      |
| 2004        | Raising Helen                             | Hockey Cantor                        |
| Childstar   | J.R.                                      |                                      |
| 2006        | The Surfer King                           | Pipeman                              |
| Alpha Dog   | Douglas Holden                            |                                      |
| 2009        | The Goods: Live Hard, Sell Hard           | Stu Harding                          |
| RoboDoc     | Dr. Roskin                                |                                      |
| 2010        | Making a Scene                            | The Producer                         |
| 2015        | It's Not My Fault and I Don't Care Anyway | Patrick Spencer                      |

## Sách
- Thicke, Alan (tháng 5 năm 1999). How Men Have Babies: The Pregnant Father's Survival Guide. Contemporary Books. ISBN 978-0-8092-2806-5.
- Thicke, Alan (ngày 27 tháng 4 năm 2006). How To Raise Kids Who Won't Hate You. iUniverse Star. ISBN 978-0-595-84288-9.

## Vinh danh
- 1988: Đề cử – Giải Quả cầu vàng cho Nam diễn viên phim ca nhạc hoặc phim hài truyền hình xuất sắc nhất: Growing Pains
- 1998: Đề cử – Giải Daytime Emmy cho Chương trình trò chơi truyền hình nổi bật nhất: Pictionary (đồng sản xuất)
- 2013: Bổ nhiệm vào Đại lộ Danh vọng Canada[19]
- 2015: Đại lộ Danh vọng Brampton Arts
- 2016: Giải thưởng biểu tượng Canada, Liên hoan phim Whistler[20]